# Thomas Migge
Thomas Migge (* 16. September 1960 in Hagen) ist ein deutscher Journalist und Autor von Reiseführern.
Migge studierte Politik und moderne Geschichte in Duisburg und Rom. Er lebt und arbeitet seit 1988 in Italien. Er arbeitet u. a. für den Deutschlandfunk, für das Schweizer Radio SRF und den Österreichischen Rundfunk ORF.

## Veröffentlichungen (Auswahl)
- Toskana. Travel House Media, 2. Auflage, München 2017, ISBN 978-3-8342-2267-1.
- Rom: Highlights – Geheimtipps – Wohlfühladressen. Gemeinsam mit Mirko Milovanovic. Bruckmann, München 2012, ISBN 978-3-7654-5785-2.
- Italienische Riviera. Gemeinsam mit Axel M. Mosler. Bucher, München 2002, ISBN 978-3-7658-1301-6.
- Kann denn Liebe Sünde sein? Gespräche mit homosexuellen Geistlichen. Kiepenheuer und Witsch, Köln 1993, ISBN 978-3-462-02301-5.